# Ругевит
Ругевит — семиликий бог войны у балтийских славян, вендов, почитавшийся в храме на острове Рюген.
Саксон Грамматик («Деяния данов», XIV) подробно описывает разрушение храма в Коренице на Рюгене в 1168 году:

Отличием этого города [Кореницы] были три здания выдающихся храмов, заметные блеском превосходного мастерства. Достоинство местных богов пользовалось почти таким же почитанием, как среди арконцев — авторитет общественного божества. Но и это место, в мирное время безлюдное, теперь было переполнено многочисленными обиталищами.
Самый большой храм стоял внутри двора, но вместо стен ему служили пурпурные завесы, крыша же опиралась лишь на колонны. Служители [церкви], разломав ограду двора, взялись за внутренние завесы храма. Когда и их убрали, высеченное из дуба изваяние, именовавшееся Ругевитом, стало видно в своем уродстве со всех сторон. Ласточки, которые под его устами свили гнезда, покрыли пометом его грудь. Достойный бог, изображение которого столь уродливо измарано птицами! Кроме того, у его головы было семь человекоподобных лиц, которые все были покрыты одним черепом. Столько же мечей в ножнах, подвешенных к его боку, изобразил мастер. Восьмой, обнаженный, [бог] держал в руке; вложенный в кулак, он был крепчайше прибит железным гвоздём, так что нельзя было извлечь, не разрубив, что показало его рассечение. Ширина его была больше человеческого роста, высота же такая, что [епископ] Абсалон, встав на цыпочки, едва достал до подбородка топориком
Этого бога почитали, совсем как Марса, возглавляющим силы войны. Ничего забавного не было в этом изваянии, вызывавшем отвращение грубыми чертами уродливой резьбы.

В документах Средневековья это имя встречается в латинской форме: Rugevithus — статуя из дуба с семью лицами, которая находилась в городе Кореница, на острове Ругия. Размеры статуи были впечатляющими. Епископ Абсалон смог дотянуться стрелой только до подбородка статуи. В 1168 году, во время захвата Арконы датчанами, статуя Ругевита была разрушена и более не фигурировала в летописных источниках.
Секретарь и историк герцогов Померанских Томас Канцов в своей «Померанской хронике», доведённой до 1536 года, описывая разрушение Арконы датским королём Вальдемаром Великим, называет его «Ругивитом» (Rugieviet).